# Max Wegner (Archäologe)
Max Wegner (* 8. August 1902 in Wozinkel bei Parchim; † 8. November 1998 in Münster in Westfalen) war ein deutscher Klassischer Archäologe, der, berufen 1942, von 1946 bis 1970 als ordentlicher Professor an der Universität Münster wirkte. Seine Forschungsschwerpunkte umfassten das römische Herrscherbildnis, kaiserzeitliche Reliefs, Bauornamente und Sarkophage, Reiseschilderungen aus den Mittelmeerländern, die Musikinstrumente des Altertums, die neuzeitliche Rezeption antiker Kunst und die griechische Vasenmalerei.

## Leben
Max Wegner, Sohn von Elisabeth Wegner, geborene Hagemeister, und des Landwirts Paul Wegner im Mecklenburgischen, wurde in Wozinkel (heute in Obere Warnow) geboren. Er besuchte ab 1914 das Realgymnasium Johanneum zu Lübeck. Nach der Reifeprüfung 1921 studierte er Archäologie, Kunstwissenschaft, Sinologie, Philosophie und Deutsch an den Universitäten Freiburg im Breisgau, Leipzig, München und Berlin. 1928 wurde er in Berlin mit der Dissertation Ikonographie des chinesischen Maitreya zum Doktor der Philosophie (Dr. phil.) promoviert.
Nach der Promotion wandte sich Wegner dem Altertum zu und spezialisierte sich auf die Klassische Archäologie. 1931/1932 konnte er mit dem Reisestipendium des Deutschen Archäologischen Instituts nach Italien, Griechenland und in die Türkei reisen. Nach seiner Rückkehr arbeitete er ab 1933 als Referent in der Zentraldirektion des Deutschen Archäologischen Instituts in Berlin und als Assistent des Präsidenten der Zentraldirektion Theodor Wiegand. Auf Empfehlung seiner Vorgesetzten trat er im November 1933 der NSDAP bei (Mitgliedsnummer 3.391.586), im Dezember 1933 auch der SA. Aus der SA trat er schon im Januar 1935 wieder aus, aus der NSDAP im Januar 1940.
Im Jahr 1939 habilitierte sich Wegner an der Berliner Universität mit der Studie Die Herrscherbildnisse in antoninischer Zeit, die den Beginn seiner lebenslangen Beschäftigung mit den antiken Kaiserporträts markiert. In seiner Eigenschaft als auch im Ausland eingesetzter Assistent und Referent der Zentraldirektion des Deutschen Archäologischen Instituts in Berlin fungierte Wegner 1939 als Generalsekretär des VI. Internationalen Kongresses für Archäologie in Berlin. Im selben Jahr begann er seine Lehrtätigkeit als Privatdozent an der Universität Berlin.
1940 erhielt Wegner eine etatmäßige Dozentenstelle für Klassische Archäologie an der Berliner Universität. Ab demselben Jahr diente er als Flakoffizier in Berlin im Zweiten Weltkrieg. Am 1. Dezember 1942 wurde er als ordentlicher Professor für Klassische Archäologie an die Universität Münster berufen. Diesem Ruf konnte er erst nach seiner Rückkehr aus der Kriegsgefangenschaft im Dezember 1945 folgen.
Zum Sommersemester 1946 begann Wegner seine Tätigkeit als Ordinarius und Direktor des Archäologischen Seminars und Museums in Münster. Er machte sich dort um den Wiederaufbau der völlig zerstörten Sammlung verdient. So erwarb der Förderkreis der Universität Münster 1964 als Grundstock die Sammlung des verstorbenen Archäologen Otto Rubensohn. 1965 übernahm das Archäologische Museum Gipsabgüsse zahlreicher Skulpturen des Zeus-Tempels in Olympia vom Folkwang-Museum in Essen. Wegner selbst führte unter schwierigsten Bedingungen von den 1950er bis 1980er Jahren studentische Exkursionen in die Mittelmeerländer an.
Im akademischen Jahr 1958/1959 fungierte Wegner als Dekan der Philosophischen Fakultät. Darüber hinaus gehörte er lange der Bau- und Kunstkommission der Universität an. Auch nach seiner Emeritierung 1970 hielt Wegner Lehrveranstaltungen ab, zuletzt im Wintersemester 1993/1994. Seine Privatsammlung antiker Kunstdenkmäler erwarb das Archäologische Museum der Universität Münster im November 2018.
Wegners Verdienste in Forschung und Lehre spiegeln sich unter anderem in drei Festschriften wider, die 1962, 1982 und 1992 erschienen. Er war ab 1942 ordentliches Mitglied des Deutschen Archäologischen Instituts und nach 1955 wirkliches Mitglied (im Auslande) des Österreichischen Archäologischen Instituts. 1992 erhielt er außerdem das Bundesverdienstkreuz am Bande.
Zu seinen Schülern zählen u. a. Hans-Volkmar Herrmann, Leo Trümpelmann, Georg Daltrop, Margot Schmidt, Dieter Ahrens, Dieter Metzler, Klaus Stähler, Josef Floren, Heinz B. Wiggers und Reinhard Stupperich.
Max Wegener war evangelisch, ab 1936 mit Lotte Wegner, geborene Brunk, verheiratet und hatte drei Kinder (Clemens, Leonore und Christiane).

## Schriften (Auswahl)
- Ikonographie des chinesischen Maitreya. In: Ostasiatische Zeitschrift NS 5, 1929, S. 156–178, 216–229, 252–270 (Dissertation)
- Die Herrscherbildnisse in antoninischer Zeit (= Das römische Herrscherbild Abteilung 2, Band 4). Gebr. Mann, Berlin 1939 (Habilitationsschrift, Digitalisat)
- als Hrsg.: Land der Griechen. Reiseschilderungen aus 7 Jahrhunderten. De Gruyter, Berlin 1941.
- Goethes Anschauung antiker Kunst. Berlin 1944; Neuausgabe ebenda 1949.
- als Hrsg.: Orbis Antiquus. 1950 ff.
- Das Musikleben der Griechen. Berlin 1949; 2., durchgesehene Auflage ebenda 1970; 3. Auflage Leipzig 1986.
- Die Musikinstrumente des alten Orients. Aschendorffsche Verlagsbuchhandlung, Münster 1950.
- Altertumskunde. Freiburg im Breisgau 1951.
- Meisterwerke der Griechen. Basel 1955.
- Hadrian, Plotina, Marciana, Matidia, Sabina (= Das römische Herrscherbild Abteilung 2. Band 3). Gebr. Mann, Berlin 1956 (Digitalisat).
- Ornamente kaiserzeitlicher Bauten Roms. Soffitten. Köln/Graz 1957.
- Musikgeschichte in Bildern. Griechenland (= Musik des Altertums. Band 2, Lieferung 4). Leipzig 1963 (und 1969).
- Sizilien von Einheimischen und Fremden erlebt. Charakterstudie einer Weltinsel. Berlin 1964.
- Schmuckwaren des antiken Rom. Münster 1966
- Die stadtrömischen Erotensarkophage. Abteilung 3: Die Musensarkophage. Berlin 1966
- Duris. Ein künstlermonographischer Versuch. Münster 1968.
- Archaeologia Homerica – Tanz und Musik. 1968.
- mit Heinz Bernhard Wiggers: Caracalla. Geta. Plautilla, Macrinus bis Balbinus (= Das römische Herrscherbild. 3,1). Berlin 1971.
- Der Brygosmaler. Berlin 1973.
- Torso eines verwundeten Jünglings im Museo Arqueológico in Sevilla, Inventar-Nr. 1083. In: Antike Plastik Lieferung 15, Berlin 1975, S. 1–14
- Euthymides und Euphronios. Münster 1979.
- Gordianus III. bis Carinus (= Das römische Herrscherbild. Abteilung 3, Band 3). Gebr. Mann, Berlin 1979
- Zeiten – Lebensalter – Zeitalter im archäologischen und kulturgeschichtlichen Überblick. Münster 1991
- Gebälkfriese römerzeitlicher Bauten. Münster 1992
- Hermes. Sein Wesen in Dichtung und Bildwerk. Lit, Münster 1996

Herausgeberschaft
- Das römische Herrscherbild. Berlin 1939 ff.
- Land der Griechen. Reiseschilderungen aus sieben Jahrhunderten; ausgewählt und mit einem Nachwort versehen von Max Wegner. Berlin 1942; 2., vermehrte Auflage ebenda Berlin 1943; 3. Auflage Berlin 1955.